# Eta Antliae
η Antliae (Eta Antliae, kurz η Ant) ist der fünfthellste Stern des Sternbildes Luftpumpe. Er ist ein für das bloße Auge unter guten Sichtbedingungen gerade noch sichtbares Objekt mit der scheinbaren Helligkeit von 5,22 mag. Die Entfernung dieses gelbweißlich leuchtenden Hauptreihensterns der Spektralklasse F1 von der Erde beträgt nach den Auswertungen der Messergebnisse der Raumsonde Gaia 108,5 Lichtjahre. Er ist etwa 55 % massereicher als die Sonne, weist eine Größe von circa 1,78 Sonnendurchmesser auf und besitzt eine effektive Temperatur von rund 7130 K. Auch bildet er wohl mit einem in 31 Bogensekunden Entfernung stehenden lichtschwachen Begleiter der scheinbaren Helligkeit 11,3m ein physisches Doppelsternsystem.